# Васильевский сельсовет (Воловский район)
Васи́льевский сельсове́т — сельское поселение в Воловском районе Липецкой области. 
Административный центр — село Васильевка.

## История
Постановлением тридцать восьмого заседания Липецкого областного Собрания
депутатов от 27.11.97 № 1275-пс образован Васильевский сельский Совет путем
разукрупнения Липовского сельсовета
.

В соответствии с законом Липецкой области №114-оз «О наделении муниципальных образований в Липецкой области статусом городского округа, муниципального  района, городского и сельского поселения» от 2 июля 2004 года Васильевский сельсовет наделён статусом сельского поселения.

## Население
| 2010 | 2012 | 2013 | 2014 | 2015 | 2016 | 2017 |
| ---- | ---- | ---- | ---- | ---- | ---- | ---- |
| 642  | ↘608 | ↘583 | ↘551 | ↘537 | ↘530 | ↗543 |
| 2018 | 2021 |      |      |      |      |      |
| ↘533 | ↘531 |      |      |      |      |      |

## Состав сельского поселения
| № | Населённый пункт | Тип населённого пункта       | Население |
| - | ---------------- | ---------------------------- | --------- |
| 1 | Васильевка       | село, административный центр | ↗600      |
| 2 | Зелёный Луг      | посёлок                      | ↗54       |